# 臨川書店
株式会社臨川書店（りんせんしょてん、Rinsen Book Co. ）は、日本の出版社。

## 概要
主に中国書（唐本）の輸入と販売を行う書店として1932年に創業し、戦後の1945年からは学術古書籍を取り扱う書店である。1963年に出版部を設置し、人文科学系の学術資料や専門書の出版をも行っている。取り扱う書籍の性格上、国内の大学・学術機関や、公共図書館、美術館、博物館などを主な取引先としている。
2007年現在の既刊点数
- 叢書・全集・資料・報告書類100点（2000冊）
- 単行本950点（1760冊）
- 「衆・参議会議事録」(711リール)のマイクロフィルム版

## 特徴
和古書部門、洋古書部門、出版部門の三つの部門に分かれた営業体制が特徴的である。また、取り扱う書籍も幅広い分野の稀覯古書籍が多く含まれているため、分野によっては学者や研究者の間で重要な書店である。I.L.A.B.（世界古書籍商連盟）の会員となっている。
同社の刊行物は、研究書や全集・叢書類の他、膨大な量の日本の「議会記録」などをマイクロフィルム版で復刻しており、また女性史資料として「婦人画報」や「婦人公論」をDVD-ROM版で復刻している。